# Parada Praia Formosa
La Parada Praia Formosa es una de las estaciones del VLT Carioca, ubicada en la ciudad de Río de Janeiro, Brasil. Actualmente es la parada inicial de la línea 2 aunque se encuentra en planeamiento la Parada São Diogo que sería la inicial. La siguiente estación es la Parada Rodoviária.
Fue inaugurada el 3 de diciembre del 2017. Se ubica en la rúa general Luís Mendes de Morais, cerca al Terminal de Omnibuses Padre Henrique Otte en el barrio de Santo Cristo. Su nombre se debe a que se ubica cerca de la región conocida como Praia Formosa que fueron terrenos ganados al mar para la construcción del canal del Mangue y del Puerto de Río de Janeiro así como por estar cerca de una antigua estación ferroviaria de carga homónima de la Estrada de Ferro Leopoldina.
Con la inauguración del Terminal Intermodal Gentileza el 24 de febrero del 2024, la estación dejó de atender a la línea 1 pasando a servir sólo a la línea 2.